# Педро Реєс
Педро Антоніо Реєс Гонсалес (ісп. Pedro Antonio Reyes González, нар. 13 листопада 1972, Антофагаста) — чилійський футболіст, що грав на позиції захисника.
Виступав, зокрема, за клуби «Коло-Коло» та «Осер», а також національну збірну Чилі, у складі якої був учасником чемпіонату світу 1998 року.

## Клубна кар'єра
У дорослому футболі дебютував 1991 року виступами за команду клубу «Депортес Антофагаста» з рідного міста, в якій провів два сезони, взявши участь у 41 матчі чемпіонату. 
Своєю грою за цю команду привернув увагу представників тренерського штабу клубу «Коло-Коло», до складу якого приєднався 1993 року. Відіграв за команду із Сантьяго наступні шість сезонів своєї ігрової кар'єри, вигравши за цей час три титули чемпіона Чилі. Більшість часу, проведеного у складі «Коло-Коло», був основним гравцем захисту команди.
Після уцілому вдалого виступу чилійців на ЧС-1998 був одним з грвців цієї збірної, що зацікавили європейські клуби, і наприкінці того ж року уклав контракт з французьким «Осером». У його складі провів наступні чотири роки своєї кар'єри гравця. 
2002 року повернувся на батьківщину, де грав за «Універсідад де Чилі» та «Уніон Еспаньйола». 2004 року став гравцем парагвайської «Олімпії» (Асунсьйон), після чого остаточно повернувся до Чилі, де встиг пограти за «Депортес Ла-Серена», «Аудакс Італьяно» та «Уніон Еспаньйола».
Завершив професійну ігрову кар'єру у своєму рідному «Депортес Антофагаста». Прийшов до команди 2007 року, захищав її кольори до припинення виступів на професійному рівні у 2008.

## Виступи за збірну
1994 року дебютував в офіційних матчах у складі національної збірної Чилі. Протягом кар'єри у національній команді, яка тривала 8 років, провів у формі головної команди країни 55 матчів, забивши 4 голи.
У складі збірної був учасником чемпіонату світу 1998 року у Франції. На світовій першості взяв участь у всіх трьох іграх групового етапу, за результатами яких чилійці з другого місця вийшли до плей-оф, а також у програному з рахунком 1:4 матчі 1/8 фіналу проти збірної Бразилії.
Учасник розіграшу Кубка Америки 1999 року в Парагваї та розіграшу Кубка Америки 2001 року в Колумбії.
2000 року у складі олімпійської збірної Чилі був учасником футбольному турніру на літніх Олімпійських іграх у Сеулі, де відіграв у всіх 6 матчах своєї команди і разом з нею став бронзовим олімпійським призером Ігор. 

## Титули і досягнення
- Бронзовий олімпійський призер: 2000